# Parabaeus abyssus
Parabaeus abyssus är en stekelart som beskrevs av Austin 1990. Parabaeus abyssus ingår i släktet Parabaeus och familjen gallmyggesteklar. Inga underarter finns listade i Catalogue of Life.